# Сегментне механічне табло

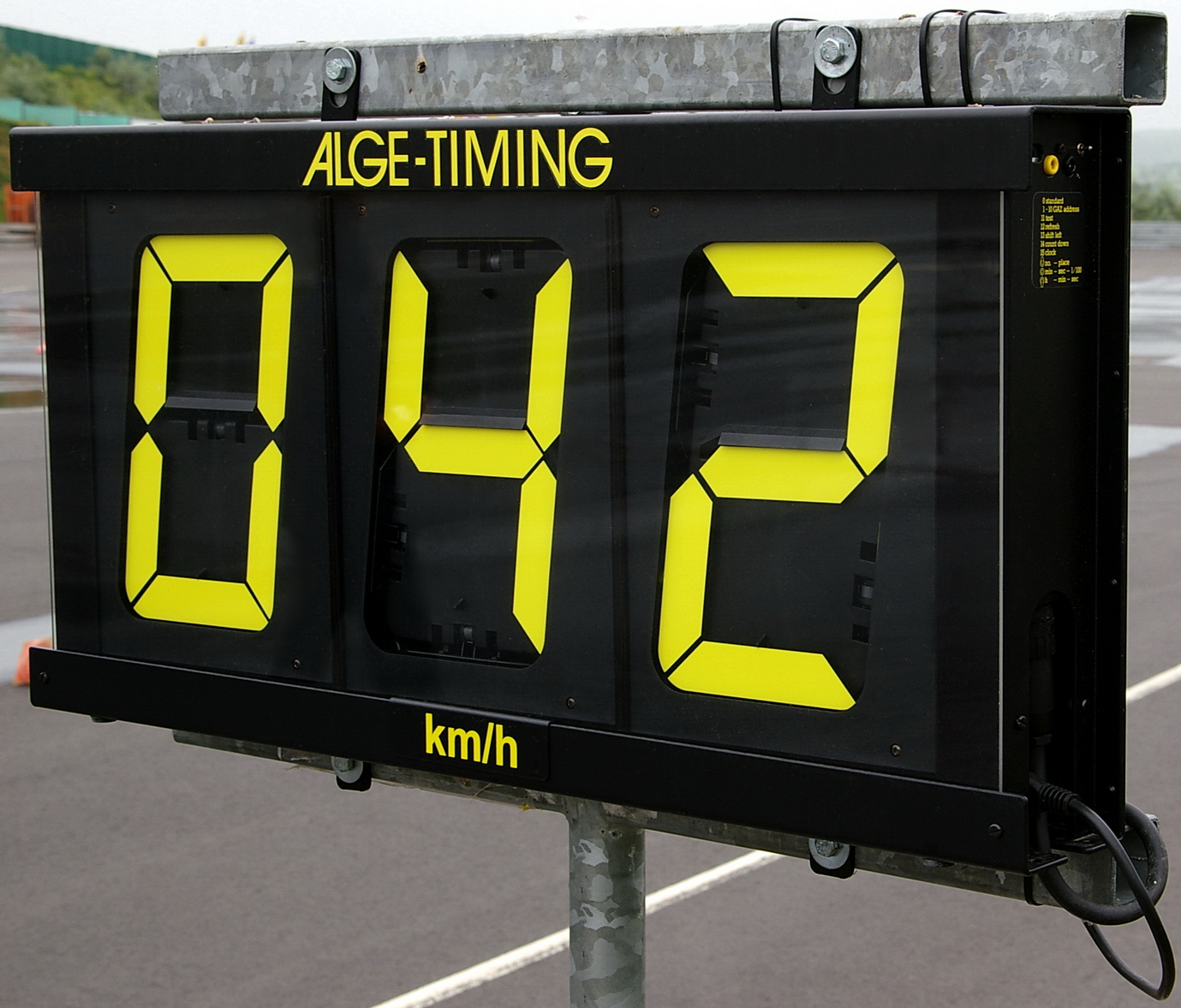
Дорожний знак на сегментному табло. Вказує на обмеження швидкості. Перед індикатором і над середньою рискою встановлено маску для того, щоб при спостереженні збоку не було видно «вимкнені сегменти»

Се́гментне механі́чне табло́ (англ. vane display) — електромеханічний бістабільний знаковий сегментний індикатор, у якому символ зображається за допомогою окремих механічних сегментів, реалізованих у вигляді пластинок з двома станами.

## Принцип роботи
Завдяки двом станам пластинок, які грають роль сегментів знакомісць формується зображення символу (знака). В «увімненому» стані пластинка повернута до глядача яскраво пофарбованим боком, у «вимкненому» — пластинка або зміщена, або повернена боком, зафарбованим у колір фону. В основному використовують для зображення цифр і мають 7 сегментів, але й зустрічаються варіанти з більшою кількістю сегментів та з можливістю зображення інших знаків.
Табло дещо подібне за принципом дії з перекидним табло, але зображення розбивають не на дві половинки, а на декілька сегментів. На відміну від перекидного, воно приводиться у дію не електродвигунами а електромагнітами.
І на відміну від блінкерного табло, використовують не матричний принцип формування зображення, а сегментний, що зменшує кількість необхідних механічних елементів але обмежує число варіантів відображення.

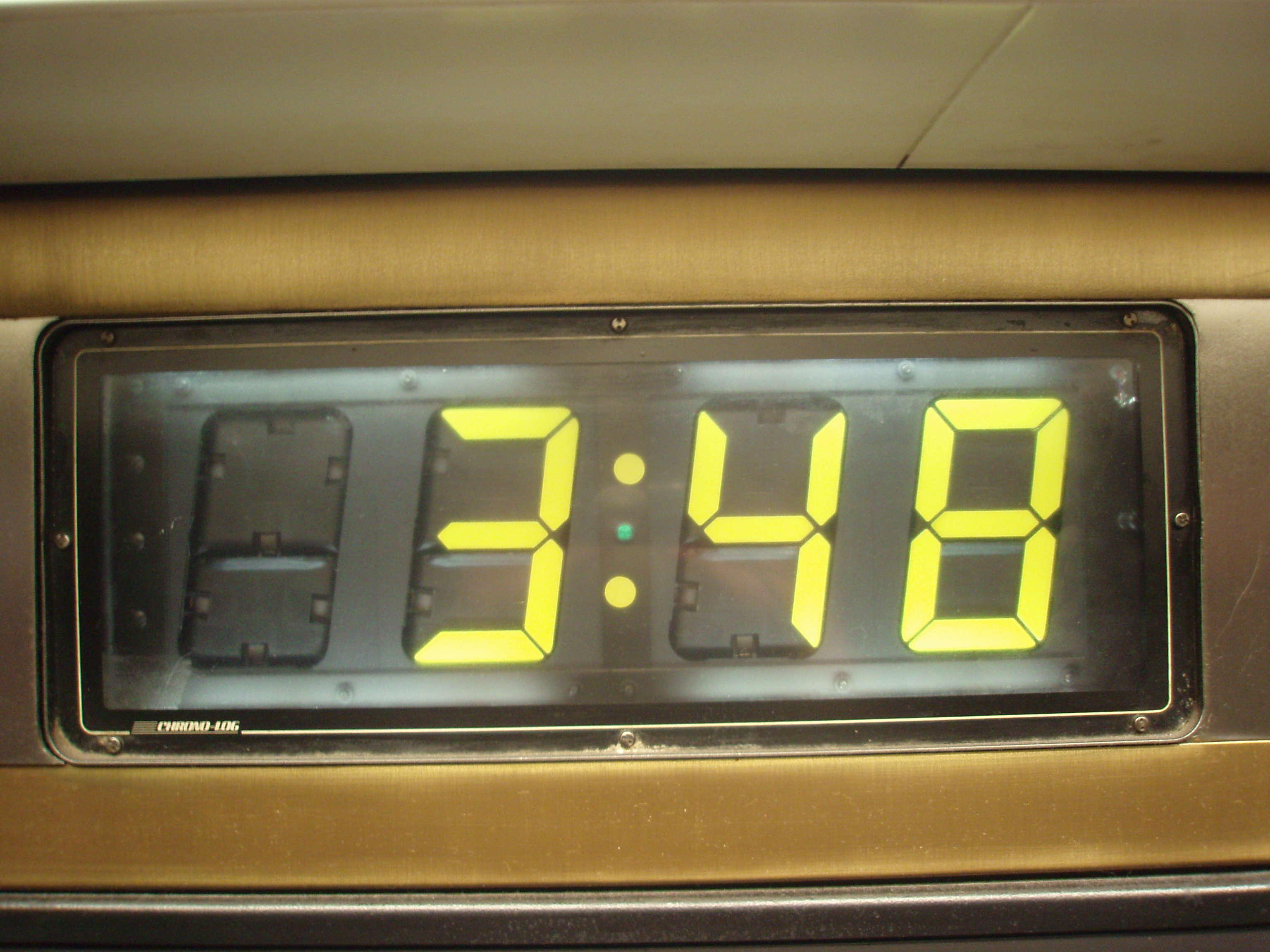
Сегментне механічне табло. Пластинки при перемиканні знака роблять поворот на 90°

## Особливості використання
Сегментні механічні табло не випромінюють світло самостійно, на відміну від сегментних індикаторів, що використовують лампи, світлодіоди та інші випромінювачі світла для кожного із сегментів. Через це вони не можуть використовуватись в умовах слабкого освітлення без зовнішнього додаткового підсвічування. Зате вони не втрачають видимості навіть при дуже яскравому освітленні.
Табло споживають електрику лише при зміні інформації, що виводиться.
Використовуються для виведення результатів спортивних змагань у спортивних залах та стадіонах, у годинниках та дорожніх знаках, у табло для відображення цін на пальне на автомобільних заправках тощо.